# Гёчи, Сабине
Сабине Гёчи-Кляйнхенц (нем. Sabine Goetschy-Kleinhenz; 8 июня 1962, Эльтвилле-ам-Райн) — французская гребчиха-байдарочница немецкого происхождения, выступала за сборную Франции на всём протяжении 1990-х годов. Участница двух летних Олимпийских игр, бронзовая призёрша чемпионата мира, победительница многих регат национального и международного значения. Также известна как двукратная чемпионка мира по экстремальному сплаву.

## Биография
Сабине Гёчи родилась 8 июня 1962 года в городе Эльтвилле-ам-Райн, федеральная земля Гессен, ФРГ. Активно заниматься греблей начала с раннего детства, проходила подготовку во французском Безансоне, состояла в одноимённом каноэ-клубе.
Первого серьёзного успеха на взрослом международном уровне добилась в 1991 году, когда попала в основной состав французской национальной сборной и побывала на домашнем чемпионате мира в Париже, откуда привезла награду бронзового достоинства, выигранную вместе с напарницей Бернадетт Брежон в программе двоек на дистанции 5000 метров — в финале их обошли только команды из Германии и Швеции. Позже прошла квалификацию на Олимпийские игры 1992 года в Барселоне — стартовала на пятистах метрах в одиночках и двойках, в первом случае заняла в финале шестое место, немного не дотянув до призовых позиций, тогда как во втором случае остановилась на стадии полуфиналов. 
После барселонской Олимпиады Гёчи осталась в основном составе гребной команды Франции и продолжила принимать участие в крупнейших международных регатах. Так, благодаря череде удачных выступлений она удостоилась права защищать честь страны на летних Олимпийских играх 1996 года в Атланте, где показала девятый результат в полукилометровой программе двухместных байдарок. Вскоре по окончании этих соревнований приняла решение завершить карьеру профессиональной спортсменки, уступив место в сборной молодым французским гребчихам.
Одновременно с участием в соревнованиях по гребле на гладкой воде, Сабине Гёчи также регулярно участвовала в чемпионатах по экстремальному сплаву на байдарках по горным рекам. В частности, она является двукратной чемпионкой мира в этой дисциплине (1991, 1993).